# Numijski jeziki
Numijski jeziki (Plateau Shoshonean). Ime jezikov ameriških staroselcev in plemen šošonske veje uto-azteške družine, ki so prvotno živeli raztreseni na območju porečja Velikega slanega jezera v ameriških zveznih državah Nevada, Utah in delih Kalifornije, v Oregonu, Idahu, Wyomingu, Arizoni, Koloradu in v zadnjem času v Oklahomi. Numijsko govoreči, prej imenovani planotski Šošoni, so razdeljeni v tri veje: zahodne numijske, osrednje numijske in južne numijske.

## Klasifikacija:
- Zahodni numiški, ta veja Šošonov vključuje Severne Pajute, zahodne Mono, vzhodne Mono, Pajute iz doline Owens in geografsko izolirane Indijance Bannock iz jugovzhodnega Idaha.

- Osrednji numiški vključuje same Šošone, ki naseljujejo vzhodno Nevado, severni Utah, zahodni Wyoming in južni Idaho. Prava skupina Šošonov vključuje Šošone v najožjem pomenu besede (Zahodni Šošoni, Severni Šošoni, Lemhi Šošoni, Šošoni ovčjedci, Vzhodni Šošoni ali Wind River Šošoni in njihova veja Komanči), Gosiute, Timbisha ali Panamint (Koso) in Weber Uti.

- Južni (južni) Numik vključuje številne skupine Južnih Pajutov (Pajuti ali Južnih Pajutov), in sicer: Las Vegas Paiute, Kaibab, Uinkarets, Shivwits, Moapa; skupine Indijancev Ute (Red Lake Ute, Fish Lake Ute, Pahvant, Tumpanogots); Čemehuevi; Kavaisu.

## Pregled
- Numic
  - Centralni Numijski jeziki[2]
    - Komanči[3]
    - Timbisha (narečna veriga, pri čemer so glavne regionalne različice zahodna, osrednja,[4] in vzhodna[5])
    - Šošoni[6] (narečna veriga, pri čemer so glavne regionalne različice zahodna,[7] Gosiute,[8] severna[9] in vzhodna[10])

  - Južni Numijski jeziki
    - Kawaiisu[11]
    - Colorado River (narečna veriga z glavnimi regionalnimi različicami Chemehuevi,[12] Južni Pajuti,[13] and Ute[14])

  - Zahodni Numijski jeziki [15]
    - Mono (dve glavni narečji: vzhodno[16] in zahodno[17])
    - Severni Pajuti[18] (narečna veriga z glavnimi regionalnimi različicami južne Nevade,[19] severna Nevada,[20] Oregon,[21] in Bannock[22])